# Schmalstreifenmungo
Der Schmalstreifenmungo (Mungotictis decemlineata) ist eine in Madagaskar lebende Raubtierart aus der Familie der Madagassischen Raubtiere (Eupleridae).

## Körperbau
Schmalstreifenmungos haben ein graues Fell, am Rücken und an den Flanken erstrecken sich 8 bis 10 schmale, dunkle Längsstreifen. Der Bauch und die Beine sind einfärbig hellgrau-beige, auch der buschige Schwanz ist hellgrau und ungemustert. Der Rumpf ist langgestreckt, die Gliedmaßen sind relativ kurz, die Zehen sind durch kleine Schwimmhäute miteinander verbunden. Die Schnauze ist auffallend langgestreckt, die Ohren sind klein und abgerundet. Diese Tiere erreichen eine Kopfrumpflänge von 26 bis 35 Zentimetern, eine Schwanzlänge von 23 bis 27 Zentimetern und ein Gewicht von 450 bis 750 Gramm.
Es werden zwei Unterarten unterschieden: Die Nominatform Mungotictis decemlineata decemlineata hat einen etwas helleren Rücken und unauffälligere Streifen, während bei M. d. lineata der Rücken dunkler und die Streifen deutlicher sichtbar sind.

## Verbreitung und Lebensweise

Verbreitungsgebiet des Schmalstreifenmungo

Schmalstreifenmungos leben im westlichen und südwestlichen Madagaskar. Im Norden wird ihr Verbreitungsgebiet vom Fluss Tsiribihina und im Süden vom Manombo begrenzt. Ihr Lebensraum sind vorwiegend trockene Laubwäldern, die unter anderem mit Affenbrotbäumen bestanden sind und ein dichtes Unterholz aufweisen. Sie kommen vom Meeresniveau bis in 400 Meter Seehöhe vor.

## Lebensweise
Sie sind vorwiegend tagaktiv, begeben sich aber auch manchmal in der Nacht auf Nahrungssuche. Sie halten sich sowohl am Boden als auch auf Bäumen auf, darüber hinaus können sie sehr gut schwimmen. Als Ruheplätze dienen ihnen leere Ameisenhaufen, umgestürzte, hohle Baumstämme und Baumhöhlen. Dabei lässt sich eine jahreszeitliche Varianz beobachten: so schlafen sie in der warmen Regenzeit häufiger in Baumhöhlen bis zu 10 Meter über dem Boden, während sie in der kühleren Trockenzeit eher Unterschlupfe am Boden aufsuchen. Sie bleiben nie für längere Zeit im gleichen Versteck, um Fressfeinde und Parasiten abzuwehren.
Sie leben in Gruppen, die ein komplexes Sozialgefüge aufweisen. Die Gruppen umfassen meist drei bis fünf ausgewachsene Tiere sowie die dazugehörigen Jungtiere und werden von einem dominanten Weibchen angeführt. Nach der Paarung verlassen die erwachsenen Männchen die Gruppe und führen mehrere Monate lang ein einzelgängerisches Leben. In der kühlen Trockenzeit sind die Gruppen kleiner. Die Reviere der Gruppen umfassen rund 13 bis 25 Hektar, die Grenzen werden mit Duftdrüsen markiert. An den Rändern können sich die Reviere verschiedener Gruppen überlappen, es kommt allerdings zu keinen aggressiven Begegnungen.

## Nahrung
Die Nahrung dieser Tiere besteht in erster Linie aus Insekten. Insbesondere in der Trockenzeit machen Insektenlarven, die sie aus der Erde oder verrottenden Blättern ausgraben, den Hauptbestandteil der Nahrung aus. Daneben fressen sie auch kleine Wirbeltiere wie Lemuren, Tenreks, Vögel und Reptilien. Berichten der Einheimischen zufolge verspeisen sie auch Riesenschlangen und Honig, dafür gibt es aber keine unabhängige Überprüfung.

## Fortpflanzung
Die Paarung ist saisonal und erfolgt meist im August oder September. Dabei erwartet das Männchen das Weibchen vor dem Ausgang ihres Baues. Zunächst reagiert das Weibchen aggressiv und will das Männchen verjagen, diese Aggressivität lässt jedoch im Lauf der nächsten Stunde nach und das Weibchen lässt das Männchen bis zu drei Mal mit sich kopulieren. Beim dominanten Weibchen einer Gruppe tritt die Fortpflanzungsbereitschaft etwas früher ein als bei den übrigen Weibchen.
Die Tragzeit dauert rund 90 bis 105 Tage, nach anderen Berichten nur 74 Tage. Anschließend kommt ein einzelnes, rund 50 Gramm schweres Jungtier zur Welt. Dieses kann schon am Tag seiner Geburt laufen, nimmt nach 15 Tagen erstmals feste Nahrung zu sich und wird nach rund zwei Monaten endgültig entwöhnt. Danach hält sich das Jungtier noch einige Zeit in seiner Geburtsgruppe auf, die Geschlechtsreife tritt mit rund zwei Jahren ein.

## Bedrohung
Schmalstreifenmungos sind auf relativ unberührte Wälder angewiesen und reagieren auf Störungen empfindlich. Hauptgefahren sind die Zerstörung ihres Lebensraums und die Nachstellung durch verwilderte Haushunde. Die IUCN listet die Art als „stark gefährdet“ (endangered).